# Lancaster, New Hampshire
Lancaster, är en kommun (town) i Coos County, New Hampshire, USA med 3 507 invånare (2010). Kommunen, som har en yta av 131,4 km², ligger ca 160 km norr om delstatens huvudstad Concord. Lancaster ligger vid Connecticut River, som är gränsflod till delstaten Vermont.